# Paul Ludwig Troost

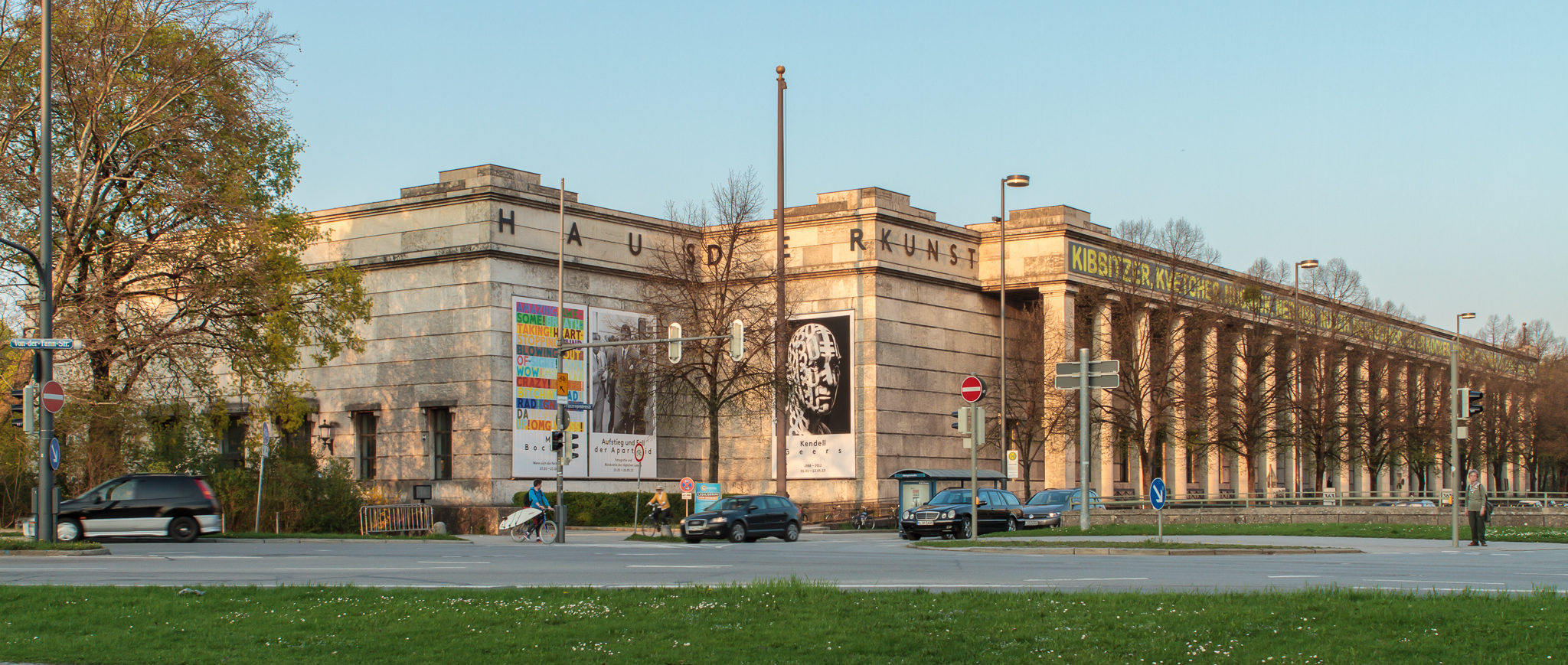
Dom Sztuki Niemieckiej

Paul Ludwig Troost (ur. 17 sierpnia 1878 w Elberfeld, zm. 21 stycznia 1934 w Monachium) – niemiecki architekt, budowniczy Domu Sztuki Niemieckiej w Monachium. 

## Życiorys
Jako zleceniobiorca Adolfa Hitlera zaprojektował Brunatny Dom oraz przebudowę Starej Kancelarii Rzeszy. Po śmierci architekta jego prace były kontynuowane przez żonę, Gerdy Troost.